# Compañía Estadual de Energía Eléctrica
La Compañía Estadual de Energía Eléctrica (CEEE) fue una empresa del sector eléctrico brasileño fundada en la primera mitad del siglo XX. Se ocupaba de la generación, transmisión y distribución de la energía eléctrica en Río Grande del Sur.

## Historia
La ley estadual 10,900/1996 promovió una reestructuración societaria y patrimonial de la CEEE, que fue dividida en varias empresas.
En octubre de 1997, se celebró una subasta de privatización en la Bolsa de Valores del Extremo Sur para dos de las empresas de distribución de energía de la CEEE. La Compañía Norte-Nordeste de Distribución de Energía fue adquirida por un consorcio formado por VBC Energia (Votorantim, Bradesco y Camargo Correa), la Caixa de Previdência dos Funcionários do Banco do Brasil y CEA (con sede en Estados Unidos) por 1.635 millones de reales (una prima del 82,62%), dando origen a Rio Grande Energia. La Compañía Centro-Oeste de Distribución de Energía Elétrica fue adquirida por AES Corporation por 1.510 millones de reales dando origen a AES Sul. Sólo parte del área metropolitana de Porto Alegre, el Centro-Sur, el Sur y el litoral de Río Grande del Sur siguieron siendo atendidos por la empresa estatal. 
En julio de 1997, se creó la Compañía de Generación Térmica de Energía Elétrica - CGTEE, que asumió el control de las centrales termoeléctricas de la CEEE. El 30 de noviembre de 1998, la CGTEE fue transferida al Gobierno Federal a cambio de la renegociación de la deuda del Estado. El 30 de junio de 2000, la empresa fue transferida a Eletrobrás. La CEEE se quedó sólo con sus centrales hidroeléctricas y su red de transmisión de energía.
En diciembre de 2006, la Companhia Estadual de Energia Elétrica fue reestructurada en holding, en cumplimiento de la ley federal 10,848 del 2004, dando origen al Grupo CEEE, formado por la holding denominada Companhia Estadual de Energia Elétrica Participações (CEEE Par) y sus dos subsidiarias: Companhia Estadual de Geração e Transmissão de Energia Elétrica (CEEE GT) y Companhia Estadual de Distribuição de Energia Elétrica (CEEE D), manteniendo el gobierno del estado de Río Grande del Sur el control accionario y el poder de gestión sobre todas las empresas resultantes del proceso de reestructuración.